# Frank Zappa
Frank Vincent Zappa (født 21. december 1940 i Baltimore, Maryland, død 4. december 1993 i Laurel Canyon, Californien) var en amerikansk musiker, komponist, aktivist og filmskaber. Hans arbejde var karakteriseret af nonkonformitet, fri improvisation, lydeksperimenter, musikalsk virtuositet og satire over den amerikanske kultur.
I en karriere på mere end 30 år komponerede Zappa rock, pop, jazz, jazz fusion, orkesterstykker og musique concrète-værker, og han producerede næsten alle af de mere end 60 album, som han udgav med sit band the Mothers of Invention og som soloartist. Zappa instruerede også spillefilm og musikvideoer, og han designede albumcovers. Han bliver betragtet som en af de mest innovative og stilistisk alsidige rockmusikere i sin samtid.
Som selvlært komponist og musiker førte Zappas alsidige musikalske baggrund ham til at skrive musik, der nogle gange var svær at kategorisere. Da han var teenager, fik han smag for 1900-tallets klassiske komponister som Edgard Varèse, Igor Stravinskij og Anton Webern, samt 1950'ernes rhythm and blues og doo-wop-musik. Han begyndte at skrive klassisk musik i high school, hvor han samtidig spillede trommer i et rhythm and blues-band; senere skiftede han til elektrisk guitar. På sit debutalbum med the Mothers of Invention i 1966, Freak Out!, kombinerede han sange i den konventionelle rock and roll-genre med blandet improvisation og studie-genererede lydcollager. Han fortsatte denne eklektiske og eksperimenterende tilgang, uanset om den grundlæggende stil var rock, jazz eller klassisk.
I sin levetid var Zappa en meget produktiv og profileret kunstner, der modtog stor anerkendelse fra kritikere og musikerkolleger. Han havde en del kommerciel succes, særligt i Europa, og han arbejdede som uafhængig kunstner, der ikke havde kontrakt med store pladeselskaber, gennem det meste af sin karriere. Han har fortsat stor indflydelse på musikere og kunstnere. Blandt den hæder, som han blev tildelt, er en indskrivning i Rock and Roll Hall of Fame i 1995 og Grammy Lifetime Achievement Award i 1997. I 2000 blev han rangeret som nummer 36 på VH1's 100 Greatest Artists of Hard Rock. I 2004 rangerede tidsskriftet Rolling Stone ham som nummer 71 på deres liste over "100 Greatest Artists of All Time", og i 2011 som nummer 22 på deres liste over "100 Greatest Guitarists of All Time".

## Opvækst og begyndelse på karrieren

### Barndom
Frank Zappa kom til verden den 21. december 1940 i Baltimore, Maryland. Hans mor, Rosemarie (født Collimore), var af italiensk og fransk afstamning, mens hans far, hvis navn var anglificeret til Francis Vincent Zappa, var immigrant fra Sicilien og desuden havde græske og arabiske aner.
Frank, der var den ældste af fire børn, voksede op i et italiensk-amerikansk hjem, hvor hans bedsteforældre ofte talte italiensk. Familien flyttede ofte, idet hans far, der var kemiker og matematiker, arbejdede inden for forsvarsindustrien. Efter en periode i Florida i 1940'erne vendte familien tilbage til Maryland, hvor hans far nu arbejdede på Aberdeen Proving Ground med kemisk krigsførelse. Som følge af hjemmets beliggenhed tæt på prøveområdet, hvor der blev opbevaret sennepsgas, havde familien Zappa gasmasker til at ligge i tilfælde af, at der skulle ske et gasudslip. Dette gjorde dybt indtryk på Frank Zappa, der ofte i sit arbejde havde referencer til bakterier, biologisk krigsførelse og forsvarsindustrien.
Zappa var som barn ofte syg med astma, ørepine og problemer med bihulen. En læge behandlede en bihulebetændelse ved at sætte en radiumpille op i begge hans næsebor. På den tid vidste man meget lidt om den potentielle fare, der var ved selv små doser af stoffet som brug i behandling, men selv om det senere ofte er hævdet, at behandling med radium i næsen kan være medvirkende til at forårsage kræft, er der ikke nogle undersøgelser, der endegyldigt har slået sammenhængen fast.
Næser og referencer hertil optræder ligeledes ofte i Frank Zappas senere værker, både i selve musikken og på de collageagtige pladeomslag, som blev lavet af hans mangeårige samarbejdspartner Cal Schenkel. Zappa mente, at hans jævnlige sygdomsperioder som barn skyldtes, at han var udsat for sennepsgas fra den nærtliggende kemiske krigsgasfabrik. Hans helbred blev dårligere, da han boede Baltimore, og i 1952 flyttede hans familie af helbredsgrunde. De flyttede nu til Monterey i Californien, hvor hans far underviste i metallurgi på Naval Postgraduate School. De flyttede dog snart til Claremont, Californien, senere til El Cajon, inden de slog sig mere permanent ned i San Diego.

### Første musikalske interesse
"Når jeg nu ikke havde fået egentlig undervisning, gjorde det ikke nogen forskel for mig, om jeg lyttede til Lightnin' Slim eller en vokalgruppe ved navn Jewels ..., eller Webern, eller Varèse, eller Stravinskij. For mig var det alt sammen god musik."
Frank Zappa kom med i sit første band på Mission Bay High School; da spillede han trommer. Omkring samme tidspunkt købte hans forældre en fonograf, som gjorde det muligt for ham at udvikle sin musiksmag og begynde at opbygge en pladesamling. Det var R&B, der var hans første plader, hvormed han grundlagde en enorm samling, som han beholdt hele livet. Han var interesseret i lyde for deres egen skyld, særligt lyden af trommer og andre slagtøjsinstrumenter. Som 12-årig fik han fat i en lilletromme og begyndte at lære sig det fundamentale i orkesterslagtøj. Zappas dybe interesse for klassisk musik begyndte, da han i LOOK-magasinet læste en artikel om Sam Goody-pladebutikkæden, der hyldede dens evne til at sælge obskure album som The Complete Works of Edgard Varèse, Volume One. Artiklen beskrev Varèses slagtøjskomposition Ionisation udsendt på EMS Records som "et mærkværdigt virvar af trommer og andre ubehagelige lyde." Zappa besluttede sig for at opsøge Varèses musik. Efter at have ledt efter den i over et år fandt han omsider et eksemplar (han bemærkede lp'en på grund af fotoet på omslaget af Varèse, der lignede en "gal professor"). Da han ikke havde nok penge med sig, overtalte han sælgeren til at sælge ham pladen med rabat. Dette blev begyndelsen på en livslang passion for Edgard Varèses og andre moderne klassiske komponisters musik.
I 1956 var Zappa-familien flyttet til Lancaster, en lille by i Antelope Valley i Mojaveørkenen nær Edwards Air Force Base, præget af landbrug og rumfartsindustri. Han skulle senere nævne Lancaster i sit nummer fra 1973, "Village in the Sun". Zappas mor støttede ham i hans musikinteresse. Skønt hun ikke brød sig om Varèses musik, var hun så overbærende, at hun til sin søns 15 års fødselsdag gav ham et langdistancetelefonopkald til komponisten. Uheldigvis var Varèse i Europa, da Zappa ringede, men han talte med Varèses hustru, der foreslog, at han ringede igen senere. I et brev takkede Varèse Zappa for hans interesse og berettede for ham om en ny komposition, han var i gang med, kaldet Déserts. Da han boede i Lancaster, en ørkenby, var dette meget spændende for Zappa. Varèse Inviterede ham også til at besøge sig, hvis han skulle komme til New York. Mødet kom aldrig i stand, da Varèse døde i 1965, men Zappa fik brevet fra ham indrammet og beholdt det livet igennem.
På Antelope Valley High School mødte Zappa Don Vliet (der senere udvidede sit navn til Don Van Vliet og tog kunstnernavnet Captain Beefheart). Zappa og Vliet blev nære venner, der var fælles om interessen i R&B-plader, og som gensidigt inspirerede hinanden musikalsk gennem deres karrierer. Omkring samme tid begyndte Zappa at spille trommer i et lokalt band, the Blackouts. Dette band var racemæssigt blandet, og Euclid James "Motorhead" Sherwood, der senere kom med i the Mothers of Invention, var med i bandet. Zappa blev i stigende grad interesseret i guitaren, og i 1957 fik han sit første eksemplar af dette instrument. Blandt hans første inspirationskilder på guitar var Johnny "Guitar" Watson, Howlin' Wolf og Clarence "Gatemouth" Brown (i 1970'erne og 1980'erne inviterede han Watson til at spille med på flere af sine album). Zappa anså det at spille soloer som at lave "luftskulpturer" og udviklede en eklektisk, nyskabende og meget personlig stil.
Zappas interesse for komposition og musikarrangement blomstrede i slutningen af hans tid i high school. I sit sidste år skrev, arrangerede og dirigerede han avantgarde-musikstykker til skoleorkesteret. Han tog eksamen fra Antelope Valley High School i 1958 og takkede senere to af sine musiklærere på skolen på sit debutalbum Freak Out! i 1966. Som følge af sin families hyppige flytninger gik Zappa på mindst seks forskellige high schools, og han kedede sig ofte i klassen og fordrev tiden med at distrahere resten af eleverne med ungdommelige fjollerier. I 1959 kom han på Chaffey College, men stoppede efter et enkelt semester og bevarede resten af livet en foragt for skoleuddannelse, hvilket resulterede i, at han tog sine egne børn ud af skole som 15-årige og nægtede at betale for college.
Zappa rejste hjemmefra i 1959 og flyttede ind i en lille lejlighed i Echo Park, Los Angeles. Efter at have mødt Katheryn J. "Kay" Sherman, mens han for en kort periode fik privatundervisning i komposition hos dr. Karl Kohn, flyttede de sammen i Ontario, Californien, og giftede sig 28. december 1960. Zappa arbejde i kort tid i reklamebranchen. Hans intermezzo med forretningsverdenen gav ham en værdifuld indsigt i dens mekanismer. Gennem hele sin karriere viste han stor interesse for det visuelle udtryk af hans arbejde, og han designede nogle af sine albumomslag, ligesom han selv instruerede film og videoer.

### Studio Z
Frank Zappa forsøgte at ernære sig som musiker og komponist, og han spillede en række jobs på natklubber, nogle af dem med the Blackouts. Hans første professionelle musikindspilninger var musikken til to film med små budgetter, The World's Greatest Sinner (1962) og Run Home Slow (1965), og de var mere økonomisk givende. Musikken til førstnævnte film var bestilt af skuespilleren og produceren Timothy Carey og blev indspillet i 1961. Den indeholder flere af de temaer, man finder i Zappas senere musik. Musikken til sidstnævnte film blev indspillet i 1963, efter at filmen var færdig, men den blev bestilt af en af Zappas tidligere high school-lærere i 1959, så Zappa kan godt have arbejdet på den, allerede inden filmen blev optaget. Uddrag fra denne musik findes på albummet The Lost Episodes, udsendt efter hans død i 1996.
I de tidlige 1960'ere skrev og producerede Zappa sange for andre lokale kunstnere; han arbejdede ofte sammen med singer-songwriteren Ray Collins og produceren Paul Buff. Deres "Memories of El Monte" blev indspillet af The Penguins, men det var dog kun Clive Duncan fra den oprindelige gruppe, der medvirkede. Buff ejede det lille Pal Recording Studio i Rancho Cucamonga, hvor der var en firesporsbåndoptager, som han selv havde konstrueret. På den tid var det kun en håndfuld af de mest sofistikerede kommercielle pladestudier, der havde mulighed for at optage på flere spor; det normale for mindre studier var stadig mono eller to spor. Skønt ingen af indspilningerne fra den periode opnåede større kommerciel succes, tjente Zappa tilstrækkeligt med penge til at gøre det muligt for ham at finansiere en orkesterkoncert i 1963 med musik, han havde skrevet, at få den radiotransmitteret samt indspillet. Han optrådte på Steve Allens The Tonight Show samme år, hvor han spillede på cykel som musikinstrument. Ved at låne en bue af orkesterets bassist samt trommestikker gav han sig til at klimpre, slå og stryge på egerne på cyklen, hvorved at frembragte mærkelige, komiske lyde på sit nyfundne instrument. Sammen med Captain Beefheart indspillede Zappa nogle sange under navnet The Soots. De blev afvist af Dot Records for "ikke at besidde kommercielt potentiale", en dom Zappa senere citerede på omslaget til Freak Out!.

## Mothers of Invention

### Gruppens dannelse
Zappa kom som guitarist i 1963 med i gruppen The Soul Giants sammen med Ray Collins (vokal), Roy Estrada (bas), Jimmy Carl Black (trommer) og Dave Coronado (sax); Collins og den tidligere guitarist havde været i skænderi. Efter en måned forlod Dave Coronado bandet, hvorefter Zappa tog lederskabet og desuden begyndte at synge sammen med Collins (skønt han aldrig betragtede sig selv som sanger). Han overbeviste gruppen om, at de skulle spille hans musik for at have større chance for at få en pladekontrakt. På mors dag, 10. maj 1964 tog de navnet The Mothers. Gruppen fik flere jobs, efter at de begyndte at samarbejde med manageren Herb Cohen, og de fik gradvis mere opmærksomhed i det gryende undergrundsmiljø i Los Angeles. I begyndelsen af 1966 fik den førende pladeproducer Tom Wilson øje på gruppen, da de spillede nummeret "Trouble Every Day", en sang om Watts-opstanden. Wilson havde fået et stort ry som producer for Bob Dylan samt Simon & Garfunkel og var kendt som en af de få afroamerikanere, der arbejdede som pladeproducer på et fremtrædende plademærke i de år. Wilson skrev på vegne af Verve Records (en afdeling under MGM kontrakt med The Mothers. Verve havde opbygget et stærkt navn som udgivelse af plader med moderne jazz op gennem 1940'erne og 1950'erne, men var nu ved at forsøge at komme ind på rock- og pop-markedet. Verve insisterede på, at gruppen ikke kunne kalde sig for Mother, der kunne opfattes som kort for motherfucker (et ord, der ud over den sjofle betydning også kunne betyde "god musiker"), så bandet kaldte sig derpå for The Mothers of Invention.

### DebutalbummetFreak Out!
Med Wilson krediteret som producer indspillede The Mothers of Invention, udvidet med et studieorkester, den skelsættende Freak Out!, som efter Bob Dylans Blonde on Blonde var det første rockdobbeltalbum, der nogensinde var udsendt. Den blandede R&B, doo-wop, musique concrète med eksperimenterende lydcollager, der indfangede den "freakede" subkultur i Los Angeles på den tid. Skønt han var utilfreds med slutproduktet, etablerede Freak Out! straks Zappa som en radikal ny stemme i rockmusikken og var en modgift mod den "ubarmhjertige forbrugskultur i Amerika". Under studieoptagelserne blev nogle af studiemusikerne chokeret over, at de forventedes at læse noder på et ark, mens Zappa dirigerede dem, for det var ikke det normale under rockindspilninger. Teksterne lovpriste nonkonformitet, undergravning af myndighederne og havde dadaistiske elementer, men alligevel var der også blevet plads til tilsyneladende konventionelle kærlighedssange. De fleste kompositioner var skrevet af Zappa, hvilket blev standarden gennem hele hans karriere. Han havde fuld kontrol over arrangementerne og de musikalske valg, og han stod for størstedelen af pladens overdubs. Wilson bidrog med branchens slagkraft og de rigtige forbindelser, og han var i stand til at hjælpe gruppen økonomisk, når der var brug for det. Selvom Wilson var i stand til at give Zappa og gruppen en for tiden ekstraordinær kunstnerisk frihed, gik indspilningen ikke helt efter planen. I et bevaret radiointerview fra 1967 fortalte Zappa, at albummets afsluttende særprægede 11 minutter lange nummer, "Return of the Son of Monster Magnet", rent faktisk var et ufærdigt stykket. Som det optræder på pladen var stykket tænkt som baggrund for et endnu mere komplekst musikstykke, men MGM nægtede at stille den ekstra studietid til, som Zappa havde brug for til at færdiggøre nummeret, så det blev – til hans store ærgrelse – udsendt i den ufærdige udgave.
Under indspilningen af Freak Out! flyttede Frank Zappa ind i et hus i Laurel Canyon sammen med veninden Pamela Zarubica, der også medvirkede på albummet. Huset blev et mødested (og bosted) for mange musikere fra Los Angeles og groupier på den tid, selvom Zappa misbilligede deres stofmisbrug. Efter en kort præsentationsturné for Freak Out! mødte Zappa Adelaide Gail Sloatman, som han blev forelsket i "i løbet af få minutter", og hun flyttede ind i huset om sommeren. Parret giftede sig i 1967, fik fire børn og forblev sammen til hans død.
Wilson var af navn også producer på The Mothers of Inventions andet album, Absolutely Free, fra 1967, som blev indspillet i november 1966 og senere mixet i New York. I realiteten havde Frank Zappa kontrol over de fleste facetter af produktionen. Albummet indeholdt mere musik spillet af gruppen selv og havde fokus på sange, der definerede Zappas kompositionsstil ved at introducere abrupte rytmiske ændringer i sange, der ellers indeholdt en række forskelligartede elementer. Eksempler herpå er "Plastic People" og "Brown Shoes Don't Make It", hvis sangtekster kritiserer hykleriet og konformiteten i det amerikanske samfund, men også i 1960'ernes modkultur. Som Zappa udtrykte det: "[V]i er satirikere, og vi vil satirisere over alting." På samme tid havde Zappa indspillet materiale til et album med orkesterværker til udsendelse under hans eget navn med titlen Lumby Gravy, der blev udsendt på Capitol Records i 1967. Imidlertid blev albummet af kontraktmæssige årsager trukket tilbage. Dette udnyttede Zappa til at omstrukturere indholdet og tilføje nyindspilninger af improviseret dialog. Efter at kontraktproblemerne var løst, blev albummet nyudsendt på Verve i 1968. Det er "et utroligt ambitiøst musikalsk projekt", "et monument til John Cage", der flettede orkestrale temaer, tale og elektronisk frembragt støj ind i hinanden ved hjælp af nyskabende lydredigeringsteknikker.

### New York-perioden (1966-1968)
The Mothers of Invention spillede i New York i slutningen af 1966 og fik tilbudt en kontrakt på Garrick Theatre, der lå i Bleecker Street 152, oven over Cafe au Go Go, i påsken 1967. Dette blev en succes, og Herb Cohen fik kontrakten forlænget; de kom til at spille der fast i et halvt år. Som følge heraf flyttede Zappa og hans hustru samt resten af The Mothers of Invention til New York. Deres optrædener blev en kombination af improviserede stykker, hvor de enkelte medlemmer af bandet kunne vise deres talenter, og stramt styrede fremførelser af Zappas musik. Det hele blev dirigeret af Zappa ved hjælp af håndsignaler. Gæsteoptrædener samt publikumsmedvirken blev et fast element i deres shows på Garrick Theatre. En aften lokkede Zappa nogle marinesoldater på scenen, hvor de ødelagde en stor babydukke, efter at de af Zappa var blevet overtalt til at forestille sig, at det var en "gook-baby" (nedladende ord for en person fra Sydøstasien).
Zappa bidrog på original vis til den avantgardistiske modkulturmusikscene i 1960'erne, hvor han indarbejdede lydstumper optaget fra radioen samt sine egne filosofiske idealer og udtryksfrihed i sin musik. Andre bands som AMM og Faust arbejdede også med teknikker til at sample fra radioen i 1960'erne. Med base i New York, og kun afbrudt af bandets første europaturné, indspillede The Mothers of Invention det album, der bredt anerkendes som toppen af bandets arbejde i slutningen af 1960'erne, We're Only in It for the Money (udsendt i 1968). Den var produceret af Zappa, mens Wilson blev krediteret som executive producer. Fremover skulle Zappa komme til at producere alle plader, der blev udsendt af The Mothers of Invention eller ham selv. We're Only in It for the Money indeholder noget af den mest kreative brug af lydsampling og produktion, der hidtil var hørt inden for populærmusik, og sangene satiriserer ubarmhjertigt over hippie- og flowerpowerbevægelsen. Zappa samplede stjålne stumper fra surf-musik i titelnummeret samt dele af råbåndene fra The Beatles' "Tomorrow Never Knows". Fotoet på omslaget er en parodi på omslaget til Beatles' Sgt. Pepper's Lonely Hearts Club Band. Omslaget var skabt af Cal Schenkel, som Zappa mødte i New York. Dette blev begyndelsen på et livslangt samarbejde mellem de to, hvor Schenkel designede en lang række omslag til Zappa- og Mothers-album.
I tråd med Zappas brede tilgang til musikken blev følgende album, Cruising with Ruben & the Jets, et ganske anderledes album. Den indeholdt en samling af doo-wop-sange, og publikum og kritikere var usikre på, om albummet var ment som satire eller hyldest. Zappa noterede sig senere, at albummet var kommet til verden på samme måde, som Stravinskijs kompositioner i sin nyklassicistiske periode: "Hvis han kunne tage formen og klicheerne fra den klassicistiske periode og forvanske dem, hvorfor så ikke gøre det samme ... til doo-wop fra 1950'erne?" Et tema fra Stravinskijs Le sacre du printemps dukker op i en af sangene.
I slut-1960'erne fortsatte Zappa også med at udvikle den forretningsmæssige side af sin karriere. Han og Herb Cohen dannede pladeselskaberne Bizarre Records og Straight Records med distribution via Warner Bros. Records som selskaber til at hjælpe med til at skabe økonomisk fundament for projekter og øge den kreative styring. Zappa finansierede og udsendte det bemærkelsesværdige dobbeltalbum Trout Mask Replica for sin ungdomsven Captain Beefheart på Straight Records, og stod også for udgivelser med Alice Cooper, The Persuasions, Wild Man Fischer og The GTOs foruden Lenny Bruces sidste sceneoptræden.
I 1967 og 1968 optrådte Zappa i to tilfælde sammen med The Monkees. Første gang var i denne gruppes tv-serie i afsnittet "The Monkees Blow Their Minds", hvor Zappa, klædt som Mike Nesmith, interviewer Nesmith klædt som Zappa. Efter dette interview smadrer Zappa en bil med en forhammer, mens sangen "Mother People" spilles. Anden gang var en cameo-optræden i The Monkees' film Head, hvor han trækker en ko og siger til Davy Jones: "Amerikas ungdom kræver af jer, at I viser dem vejen." Zappa respekterede det, The Monkees gjorde, og tilbød Micky Dolenz at komme med i The Mothers of Invention. RCA/Columbia/Colgems ville dog ikke tillade, at Dolenz hoppede fra sin kontrakt med dem.
På The Mothers of Inventions anden europaturné i september/oktober 1968 optrådte de blandt andet på Internationale Essener Songtage i Grugahalle i Essen og i Tivoli i København, i tv-programmer i Tyskland (Beat-Club), i Frankrig og Storbritannien, i Concertgebouw i Amsterdam, Royal Festival Hall i London og L'Olympia i Paris.
I 1970'erne afsøgte Zappa nye musikalske grænser. På albums som Hot Rats (1969), Roxy & Elsewhere (1974) og One Size Fits All (1975) nærmer Zappa sig elektronisk jazz, mens lp'erne The Grand Wazoo (1972) og Waka/Jawaka (1972) er egentlig orkesterjazz.
I slutningen af 1970'erne og begyndelsen af 1980'erne blev Zappas tekster mere og mere optaget af seksuelle temaer; på lp'er som Joe's Garage (1979), Sheik Yerbouti (1979), You Are What You Is (1984) grænser en række af teksterne til det bizart pornografiske. Nummeret Bobby Brown Goes Down, fra Sheik Yerbouti der måske er Zappas bedst kendte, indeholder urinsex, homoseksualitet, sadomasochisme og snart sagt ethvert andet seksuelt tabu.
Mod slutningen af 80'erne genfandt Zappa sin politiske interesse. Han var en aktiv modstander af Ronald Reagan og senere George Bush Sr.; pladen Broadway the Hard Way (1988) former sig næsten som en musikalsk politisk revy. Desuden arbejdede han mod censur og mærkning af stødende tekster i rock- og rap-musik og vidnede ved en høring i det amerikanske Senats erhvervskomité. Efter Berlinmurens fald blev han af Tjekkoslovakiets præsident Vaclav Havel, der var en af Zappas største fans, udnævnt til en officiel post som tjekkoslovakisk ambassadør for handel i USA. Efter pres fra Bush-administrationen måtte Havel imidlertid kort efter trække udnævnelsen tilbage.
Zappas musikalske forbilleder var moderne komponister som Igor Stravinsky, Anton Webern og ikke mindst fransk-amerikanske Edgard Varèse. Zappa komponerede flere orkesterværker, bl.a. The Perfect Stranger (dirigeret af Pierre Boulez) og The Yellow Shark. I 1984 indspillede han desuden værker af sin fjerne italienske forfader, Francesco Zappa.
Gennem hele sin karriere var han optaget af den teknologiske udvikling i mulighederne for at indspille plader og blev især fascineret af det nye Synclavier. I 1987 modtog han en Grammy for instrumentalalbummet Jazz from Hell, der er indspillet udelukkende med Synclavier.
Sammensætningen af Zappas backing-band varierede stærkt og blev et springbræt for musikere som George Duke, Steve Vai, Vinnie Colaiuta, Adrian Belew og Warren Cuccurullo. Zappa arbejdede desuden sammen med ungdomsvennen Captain Beefheart, bl.a. på albummet Bongo Fury fra 1975, og Zappa er også krediteret som producer på Beefhearts hovedværk Trout Mask Replica, hvilket dog dækker over, at han gav Beefheart total kunstnerisk frihed til at gøre, hvad han ville på albummet. 

### Opløsning
Zappa og the Mothers of Invention vendte tilbage til Los Angeles i midten af 1968, og Zappa-familien flyttede ind i et hus på Laurel Canyon Boulevard for derefter at flytte videre til Woodrow Wilson Drive. Dette blev Zappas hjem resten af hans liv. På trods af at de var en succes blandt fans i Europa, så klarede the Mothers of Invention sig ikke godt finansielt. Deres første album var vokal-orienteret, men Zappa skrev mere instrumentelt jazz og klassiskorienteret musik til bandets koncerter, hvilket forvirrede publikum. Zappa følte, at publikum ikke formåede at værdsætte hans "elektriske kammermusik".
I 1969 var der ni bandmedlemmer, og Zappa lønnede selv gruppen med penge fra sine royalties, uanset om bandet spillede eller ej. 1969 var også året, hvor Zappa forlod MGM Records, fordi han var var træt af, at selskabet blandede sig for i stedet at skrive kontrakt med Warner Bros. Records' Reprise-datterselskab, hvor Zappa/Mothers' indspilninger udkom på mærket Bizarre Records.
I slutningen af 1969 brød Zappa med bandet. Han angav ofte økonomiske vanskeligheder som den primære årsag, men nævnte også, at bandets medlemmer ikke gjorde sig nok umage. Mange bandmedlemmer var bitre over Zappas beslutning, og nogle opfattede det som et tegn på Zappas fokus på perfektion på bekostning af menneskelige følelser. Andre var irriterede over "hans autokratiske måder", hvilket blev eksemplificeret ved, at Zappa aldrig boede på samme hotel som resten af bandmedlemmerne. Adskillige personer fra bandet spillede for Zappa i flere år fremefter. De resterende af bandets indspilninger fra denne periode blev samlet på Weasels Ripped My Flesh og Burnt Weeny Sandwich der begge blev udgivet i 1970.
Efter han var gået ud af the Mothers of Invention, udgav Zappa sit kritikerroste soloalbum Hot Rats (1969). Det indeholder, for første gang på et album, Zappa der spiller forlængede guitarsoloer, og det indeholder en af hans mest varige kompositioner, "Peaches en Regalia", som optrådte adskillige gange på fremtidige indspilninger. Han blev bakket op af jazz-, blues- og R&B-musikere, inklusive violinisten Don "Sugarcane" Harris, trommeslagerne John Guerin og Paul Humphrey, multi-instrumentalisten og tidligere medlem af the Mothers of Invention Ian Underwood, og multi-instrumentalisten Shuggie Otis på bas, samt en gæsteoptræden af Captain Beefheart (der sang på det eneste nummer som ikke var instrumentalnummer, "Willie the Pimp"). Det blev populært i England og fik stor indflydelse på udviklingen af jazz-rock-fusionsgenren.

## 1970'erne

### Gendannelse af Mothers og film
I 1970 mødte Zappa dirigenten Zubin Mehta. I maj 1970 arrangerede de en koncert, hvor Mehta dirigerede Los Angeles Philharmonic sammen med et rockband. Ifølge Zappa blev det meste af musikken skrevet på motelværelser, mens han havde været på turne med Mothers of Invention. Nogle af numrene blev senere brugt i filmen 200 Motels. Selvom koncerten var en succes var Zappas oplevelse af at arbejde med et symfoniorkester ikke god. Hans utilfredshed blev et tilbagevendende tema igennem hele hans karriere; han følte ofte at kvaliteten, som orkestre kunne levere hans musik i, ikke kunne stå mål med de penge, der blev brugt på orkesterkoncerter og indspilninger.
Senere i 1970 dannede Zappa en nye udgave af Mothers (hvorefter han for det meste udelod "of Invention"). Det inkluderede den britiske trommeslager Aynsley Dunbar, jazz keyboardspilleren George Duke, Ian Underwood, Jeff Simmons (bas og rytmeguitar), og tre medlemmer The Turtles: bassisten Jim Pons, og sangerne Mark Volman og Howard Kaylan, der som følge af vedvarende og kontraktuelle problemer tog scenenavnet "The Phlorescent Leech and Eddie" eller "Flo & Eddie".
Denne nye version af Mothers debuterede på Zappas næste soloalbum, Chunga's Revenge (1970),  som blev fulgt op af et dobbelt soundtrackalbum til filmen 200 Motels (1971), hvor både Mothers, the Royal Philharmonic Orchestra, Ringo Starr, Theodore Bikel og Keith Moon medvirkede. Zappa var med til at instruere filmen sammen med Tony Palmer, og den blev indspillet på én uge i Pinewood Studios uden for London. Der opstod spændinger mellem Zappa og adskillige af skuespillerne og produktionsholdet både før og under indspilningerne. Filmen handler om livet på landevejen som rockmusiker. Det var den første spillefilm, som var blevet optaget på videobånd og overført til 35 mm film, i en proces, der gjorde nye visuelle effekter mulige. Filmen fik blandede anmeldelser. Filmmusikken var meget baseret på orkestermusik, og Zappas utilfredshed med den klassiske musikverden blev større, da en koncert, som var planlagt til at foregå i Royal Albert Hall efter optagelserne, blev aflyst, fordi en repræsentant for spillestedet mente, at nogle af teksterne var uanstændige. I 1975 tabte han et sagsanlæg mod Royal Albert Hall for at have brudt kontrakten.
Efter 200 Motels turnerede bandet, hvilket resulterede i to livealbum, Fillmore East – June 1971 og Just Another Band from L.A.; sidstnævnte inkluderede det 20 minutter lange nummer "Billy the Mountain", der var Zappas satire over rockopera med en handling, der foregik i det sydlige Californien. Nummeret er et eksempel på bandets teateragtige optræden, som brugte sangen til at opbygge sketcher baseret på 200 Motels, samt nye situationer som ofte portrætterede bandmedlemmers seksuelle møder på landevejen.

### Ulykke, angreb og eftervirkninger
Den 14. december 1971 blev Zappa udsat for den første af to alvorlige tilbageslag. Mens han optrådte på Casino de Montreux i Schweiz, blev Mothers' udstyr ødelagt, da en flamme udløst af en tilskuer startede en brand, som resulterede i, at hele casinoet brændte ned. Begivenheden blev udødeliggjort i Deep Purples sang "Smoke on the Water", og begivenheden og de umiddelbare eftervirkninger kan høres på bootleg-albummet Swiss Cheese/Fire, der blev udgivet lovligt som en del af Zappas Beat the Boots II-opsamling. Efter at have mistet for $50.000 udstyr og med en uges pause optrådte Mothers på Rainbow Theatre i London, med lejet udstyr. Under ekstranummeret skubbede en tilskuer, der var jaloux på sin venindes forelskelse i Zappa, musikeren ned fra scenen, så han ramte ned i betongulvet i orkestergraven. Bandet troede, at Zappa var død ved hændelsen - han havde fået voldsomme brud, hovedlæsioner og skader på ryg, ben og nakke, samt et knust strubehoved, hvilket førte til, at hans stemme gik et par toner ned, efter at han var kommet sig.
Angrebet resulterede i en længere periode, hvor Zappa var bundet til kørestol, hvilket gjorde det umuligt for ham at turnere i over et halvt år. Da han vendte tilbage til scenen i september 1972, bar Zappa stadig en benskinne, han haltede, og han kunne ikke stå op særlig lang tid, mens han var på scenen. Zappa bemærkede, at det ene ben helede "langsommere end det andet" (en reference som senere kan ses i sangene "Zomby Woof" og "Dancin' Fool"), hvilket resulterede i kroniske rygsmerter. I mellemtiden var Mothers efterladt i et limbo, og de dannede til sidst kernen i Flo and Eddies band og tog på turné uden Zappa.
I 1971-72 udgav Zappa to meget jazz-orienterede soloalbum, Waka/Jawaka og The Grand Wazoo, som blev indspillet, mens han ikke var i stand til at turnere; på disse album blev der brugt en blanding af studiemusikere og tidligere Mothers-medlemmer. Musikalsk mindede de to album om Hot Rats, idet de indeholdt lange instrumentalnumre og lange solo-sektioner. Zappa begyndte at turnere igen i 1972. Hans første opgave var en serie koncerter i september 1972 med et big band med 20 medlemmer, som blev kaldt Grand Wazoo. Dette blev fulgt op af en nedskaleret version kaldet Petit Wazoo, som turnerede i USA fra oktober til december 1972.

### Topti-album:Apostrophe (')
Zappa dannede derefter mindre grupper, som han turnerede med. Disse inkluderede Ian Underwood (reeds, keyboard), Ruth Underwood (vibes, marimba), Sal Marquez (trompet, vokal), Napoleon Murphy Brock (saxofon, fløjte og vokaler), Bruce Fowler (basun), Tom Fowler (bas), Chester Thompson (trommer), Ralph Humphrey (trommer), George Duke (keyboard, vokal) og Jean Luc Ponty (violin).
I 1972 ophørte Bizarre and Straight-pladeselskaberne. I stedet skabte Zappa og Cohen DiscReet Records, der også blev distribueret igennem Warner Bros. Zappa fortsatte med produktioner i højt tempo i den første halvdel af 1970'erne, inklusive soloalbummet Apostrophe (') (1974), som nåede tiendepladsen på Billboard pop album charts, hvilket var det højeste i karrieren, hjulpet på vej af singlen "Don't Eat The Yellow Snow". Andre album fra denne periode er Over-Nite Sensation (1973), som indeholdt flere fremtidige koncertfavoritter som "Dinah-Moe Humm" og "Montana", samt albummerne Roxy & Elsewhere (1974) og One Size Fits All (1975) med evigt skiftende sammensætninger af bandet, som stadig blev kaldt Mothers. Albummerne er karakteriseret ved stramme udgaver af svære jazz fusions-sange i stykker som "Inca Roads", "Echidna's Arf (Of You)" og "Be-Bop Tango (Of the Old Jazzmen's Church)". En liveindspilning fra 1974, You Can't Do That on Stage Anymore, Vol. 2 (1988), indfanger "hele ånden og dygtigheden i 1973–75-bandet". Zappa udgav Bongo Fury (1975), som indeholdt en liveindspilning fra Armadillo World Headquarters i Austin fra en turné samme år, som genforenede ham med Captain Beefheart i en kort periode. Senere mistede de kontakten i flere år, men sås atter mod slutningen af Zappas liv.

## 1980'erne og 1990'erne
I 1980 brød Zappa med sin pladedistributør, Phonogram, efter de nægtede at udgive hans sang "I Don't Wanna Get Drafted". Han skrev herefter kontraktmed CBS Records og udgav på Zappa label i USA og Canada, og CBS internationalt.
Efter at have brugt meget af 1980 med at turnere udgav Zappa Tinsel Town Rebellion i 1981. Det var den første udgivelse på hans eget selskab Barking Pumpkin Records,:161  og det bestod af sange, der var taget fra hans turné i 1979, en studienummer og andet materiale fra turnéerne i 1980. Albummet er en blanding af komplicerede instrumentalnumre og Zappas brug af sprechstimme (talestemme eller sang)—en kompositionsteknik der blev brugt af komponister som Arnold Schoenberg og Alban Berg — med nogle af de mest gennemførte bands Zappa havde haft (hovedsageligt med trommeslageren Vinnie Colaiuta).:161  Mens nogle af teksterne stadig var kontroversielle blandt kritikerne, hvor nogle fandt dem sexistiske,:284  blev den politiske og sociologiske satire i sange som "The Blue Light" beskrevet som "lattervækkende kritik af villigheden i det amerikanske folk til at tro noget".:165  Albummet er også notabelt for guitaristen Steve Vais medvirken. Han sluttede sig til Zappas turnéband i slutningen af 1980.:283 
Samme år udkom dobbeltalbummet You Are What You Is. Det var hovedsageligt indspillet i Zappas helt nye studie Utility Muffin Research Kitchen (UMRK), som var indrettet i hans hus, hvilket gav ham fuldstændig frihed med sit arbejde.:269  Albummet inkluderede et kompliceret instrumentalnummer, "Theme from the 3rd Movement of Sinister Footwear", men bestod hovedsagelig af rocksange med Zappas sarkastiske sociale kommentarer og satiriske tekster rettet mod teenagere, medierne og religiøst og politisk hykleri. "Dumb All Over" er en tirade mod religion, og det samme er "Heavenly Bank Account", hvor Zappa langer ud efter tv-evangilister som Jerry Falwell og Pat Robertson for deres påståede indflydelse på USA's administration, samt deres brug af religion til at indsamle penge.:169–75  Sange som "Society Pages" og "I'm a Beautiful Guy" viser Zappas mishag ved Reagan-æraen og dens "uanstændige jagt på rigdom og lykke".:169–75 
I 1981 udgav Zappa også tre instrumentalalbums; Shut Up 'n Play Yer Guitar, Shut Up 'N Play Yer Guitar Some More, og The Return of the Son of Shut Up 'N Play Yer Guitar, der oprindeligt blev solgt via postordre, men som senere blev udgivet via CBS fordi der var stor efterspørgsel.
Albummet fokuserer udelukkende på Zappa som sologuitarist, og numrene er hovedsageligt liveoptagelser fra 1979 og 1980. De viser Zappas improvisationsevner med "smukke præstationer fra baggrundsgruppen". Et andet album udelukkende med guitar blev udgivet i 1988 under titlen Guitar, og et tredje, Trance-Fusion, som Zappa udgav kort før sin død, blev udgivet i 2006.

### "Valley Girl" og klassiske optrædener
Zappa udgav i 1982 Ship Arriving Too Late to Save a Drowning Witch, hvorpå hans bedst sælgende single nogensinde var, den Grammy Award-nominerede "Valley Girl".
I 1983 blev to forskellige projekter udgivet, som blev begyndt med The Man from Utopia, en rockorienteret udgivelse. Det andet album, London Symphony Orchestra, Vol. I, indeholdt orkestervariationer af Zappas kompositioner dirigeret af Kent Nagano og udført af London Symphony Orchestra (LSO). En anden version af disse optrædener, London Symphony Orchestra, Vol. II, blev udgivet i 1987. Alt materialet blev optaget over en kort tidsperiode, som udelukkende blev finansieret af Zappa, hvilket var hjulpet på vej af den kommericielle succes for "Valley Girl".:146–56  Zappa var ikke tilfreds med optagelserne af LSO. En af årsagerne var "Strictly Genteel" på London Symphony Orchestra, Vol. I, som blev optaget, efter trompetsektionen havde drukket i en pause; det tog 40 redigeringer at fjerne tonerne herfra, som var ude af synk.:146–56 
Dirigenten Nagano, som var tilfreds med præstationen, angav, at "i retfærdighed til orkestret er musikken meget, meget svær.:315  Nogle anmeldere mente, at optagelserne var de bedste repræsentationer af Zappas orkestermusik hidtil. I 1984 arbejdede han atter sammen med Nagano og Berkeley Symphony Orchestra i forbindelse med en liveversion af A Zappa Affair. Det var en kommerciel katastrofe og blev kun opført to gange. Zappa blev af Thomas Wells inviteret til at være hovedtaler ved American Society of University Composers på Ohio State University. Det var her, hvor Zappa leverede sin berømte "Bingo! There Goes Your Tenure", og hvor to af orkesterstykkerne, "Dupree's Paradise" and "Naval Aviation in Art?", blev opført af Columbus Symphony og ProMusica Chamber Orchestra of Columbus.:323 

### Synclavier
I den resterende del af Zappas karriere var store dele af hans værker influeret af brugen af Synclavier som et kompositorisk værktøj. Synclavier kunne realisere alt, hvad Zappa ønskede sig, selv med tanke på kompleksiteten i hans musik.:172–73  Synclavier kunne programmeres til at spille stort set alt til perfektion: "Med Synclavier kunne ethvert imaginært instrument blive inviteret til at spille selv sværeste passager  ... med et millisekund korrekthed hver gang.:172–73  Selvom brugen af Synclavier marginaliserede brugen af musikere, anså Zappa Synclavier og reelle musikere som to separate dele.:172–173 
Han udgav i 1984 fire album. Boulez Conducts Zappa: The Perfect Stranger indeholdte orkesterversioner dirigeret af Pierre Boulez og udført af Ensemble InterContemporain. Zappa var atter ikke tilfreds med repræsentationerne af sin orkestermusik, idet han ikke anså det for at være gennemøvet nok, men i albummets noter takkede han respektfuldt for Boulezs præcision.:73 
Albummet Thing-Fish var et ambitiøst tredelt værk i Broadway-stil omhandlende feminisme, homoseksualitet og udbredelse af aids samt racehygiejniske programmer udført af den amerikanske regering. Nye vokaler blev kombineret med tidligere udgivet musik samt nyt Synclavier-musik. Francesco Zappa, der var en genudgivelse med anvendelse af Synclavier henover musik  af Francesco Zappa fra det 18. århundrede, blev ligeledes udgivet i 1984.

### Sygdom
I 1990 blev Zappa diagnosticeret med terminal prostatakræft. Sygdommen havde udviklet sig ubemærket, og den kunne ikke behandles med operation. Efter diagnosen brugte Zappa meget af sin energi på moderne orkester- og Synclavier-arbejde. Kort før sin død i 1993 afsluttede han Civilization Phaze III, et stort Synclavier-værk som han havde påbegyndt i 1980'erne.
I 1991 blev Zappa udvalgt som en af fire komponister til Frankfurt Festival i 1992 (de andre var John Cage, Karlheinz Stockhausen og Alexander Knaifel). Zappa blev kontaktet af det tyske kammerensemble Ensemble Modern, som var interesseret i at spille hans musik til et arrangement. Selvom han var syg, inviterede han dem til Los Angeles for at udføre prøver på nye kompositioner og nye arrangementer af gammelt materiale. Zappa arbejdede også sammen med musikerne, og der blev arrangeret koncerter i Tyskland og Østrig senere samme år. Zappa optrådte i Prag i 1991, hvor han sagde at det "var første gang, han havde en grund til at spille guitar i tre år", og at det blot var "begyndelsen på et nyt land", og han bad publikum om at "forsøge at bevare deres land som unikt, I skal ikke ændre det til at være noget andet".
I september 1992 fortsatte koncerterne som planlagt, men Zappa kunne kun deltage i to af dem, som foregik i Frankfurt, som følge af sin sygdom. Under den første koncert dirigerede han åbningens "ouverture" og den sidste "G-Spot Tornado" samt "Food Gathering in Post-Industrial America, 1992" og "Welcome to the United States" (resten af programmet blev dirigeret af ensemblets normale dirigent Peter Rundel). Zappa modtog en 20 minutter lang klapsalve. G-Spot Tornado blev opført med den canadiske danser Louise Lecavalier. Det var Zappas sidste offentlige professionelle optræden, idet kræften havde spredt sig så meget, at han havde for mange smerter til at kunne finde glæde ved at deltage i arrangementer, som han ellers ville have fundet "spændende". Optagelser fra koncerten blev inkluderet på The Yellow Shark (1993), der var Zappas sidste udgivelse i hans levetid, og andet materiale med optagelser fra studiet blev udgivet på den posthume Everything Is Healing Nicely (1999).

### Død
Zappa døde efter lang tids kamp mod prostatakræft den 4. december 1993, 17 dage før sin 53-års fødselsdag, i sit hjem med sin hustru og sine børn ved sin side. Han blev begravet i en grav på Westwood Village Memorial Park Cemetery i Los Angeles dagen efter ved en privat ceremoni. Det er en anonym grav. Den 6. december annoncerede familien, at "Komponist Frank Zappa er draget på sin sidste turne umiddelbart før kl 18:00 denne lørdag".
Han efterlod sig sin kone Gail Zappa og børnene Moon Unit Zappa, Dweezil Zappa, Ahmet Rodan Zappa og Diva Muffin Zappa.

## Musikalsk stil og udvikling

### Genrer
De overordnede faser i Zappas musik er blevet kategoriseret som eksperimentel rock, jazz, classical, avant-pop, eksperimentel pop, comedy rock, doo-wop, jazz fusion, progressive rock, electronic, proto-prog, avantgarde-jazz og psykedelisk rock. Han havde generelt ikke særskilte perioder, hvor han optrådte med én type musik eller lignende, men han blandede i stedet genrerne sammen og ændrede dem, som han følte for det, mens hans sidste studiealbum, Jazz from Hell fra 1986, markerede et skift mod live orkesterstykker, som kom til at præge de sidste mange år af hans liv.

### Indflydelse
Zappa voksede op under indflydelse af avant-garde-komponister som Varèse, Igor Stravinskij og Anton Webern, 1950'ernes bluesmusikere Guitar Slim, Johnny "Guitar" Watson og B.B. King, R&B- og doo-wop-grupper (særligt lokale pachucogrupper) samt moderne jazz. Hans egen heterogene etniske baggrund og diverse sociale og kulturelle sammensætninger i og omkring Los Angeles var vigtige komponenter, der var med til at skabe Zappa som udøver af undergrundsmusik og hans senere mistroiske og åbenlys kritiske holdning til "mainstream" sociale, politiske og musikalske bevægelser. Han gjorde ofte nar af musikalske modefænomener som psykedelisk, rockopera og disco. Fjernsynet havde også stor indflydelse, hvilket kan ses i citater fra tv-serier og fjernsynsprogrammers temamusik, jingler og titler i hans senere værker.

### "Project/Object"
Zappas albummer gør stor brug af såkaldte segue-numre, hvor to spor glider over i hinanden, således at han uden pause forbandt elementer på sine albummer. Hans samlede output er forenet af en konceptuel kontinuitet som han kaldte "Project/Object" med adskillige musikalske sætninger, ideer og karakterer som optræder på tværs af hans albummer. Han kaldte det også for en "konceptuel kontinuitet", hvilket betyder at ethvert projekt eller album var en del af et større projekt. Alting er forbundet og musikalske temaer og tekster optrådte i en anden form på senere albummer. Spor af konceptuel kontinuitet findes i alle Zappas værker.

### Teknikker

#### Guitarspil
Zappa er bredt anerkendt som en af de mest betydningsfulde elektrisk guitarsolister. I en udgave af Guitar World fra 1983 erklærede Jon Swenson at "Sagen er at [Zappa] er en af de største guitarister vi har, og han bliver desværre meget lidt anerkendt for det." Hans idiosynkratiske stil udviklede sig gradvist og blev modnet i begyndelsen af 1980'erne, hvor hans liveoptrædener kom til at indeholder lange improviserede soloer under mange sange. En større artikel i novembernummeret af Guitar Player i 2016 skrev redaktøren: "Zappas udvidede udflugter er mere beslægtede med symfonier end de er med guitarsoloer, da de er fyldt med sofistikerede motiver og komplicerede rytmer." Sammenligningen med symfonier stammer fra hans vane med at introducere melodiske temaer der, ligesom en symfonis hovedmelodi, blev gentaget med variationer igennem hans soloer. Han blev yderligere beskrevet som at bruge et bredt udsnit af skalaer og modi, oplivet af "usædvanlige rytmiske kombinationer". Hans venstre hånd var i stand til bløde legato-teknikker, mens Zappas højre var "en af de de hurtigste pick-hænder i branchens."
Hans sang "Outside Now" fra Joe's Garage lavede sjov med den negative modtagelse, som Zappas guitarteknikker havde fået af dem, som var mere kommcerielt rettet da sangens fortæller bor i en verden, hvor musik er forbudt og han forestiller sige "imaginære guitarnoder der ville irritere/En udøvende slags fyr", teksten bliver efterfulgt af en af Zappas karakteristiske finurlige soloer i 11/8 takt. Zappas transskriptionist Kasper Sloots skrev, "Zappas guitarsoloer er ikke beregnet til at vise sig teknisk (Zappa har ikke kaldt sig for en dygtig virtuos på dette instrument), men for den fornøjelse, som det giver, at opbygge kompositionen lige foran publikum uden at vide, hvad slutresultatet bliver."

#### Båndmanipulation
I New York brugte Zappa i større og større grad redigering af det indspillede materiale som et værkstøj i sine kompositioner. Et godt eksempel findes på dobbeltalbummet Uncle Meat (1969), hvor nummeret "King Kong" er redigeret fra forskellige studie- og liveoptrædener. Zappa var begyndt på jævnlig basis at optage sin koncerter, og fordi han insisterede på præcis tuning og timing, var han i stand til at forbedre og udvide sine studieproduktioner med uddrag fra liveshows og viceversa. Senere kombinerede han indspilninger fra forskellige kompositioner til nye stykker musik, uden at tage hensyn til tempo eller taktart på det oprindelige materiale. Han kaldte processen for "xenochrony" (sære synkroniseringer)—der brugte det græske ord "xeno" (fremmed eller mærkelig) og "chronos" (tid).

## Privatliv
Zappa var gift med Kathryn J. "Kay" Sherman fra 1960 til 1963. I 1967 blev han gift med Adelaide Gail Sloatman. Han fik fire børn med sin anden kone; Moon, Dweezil, Ahmet og Diva.
Efter Zappas død etablerede hans enke, Gail, Zappa Family Trust, som ejer rettighederne til en meget stor del af hans musik og andre værker; mere end 60 albums blev udgivet mens Zappa var i live, og 40 er blevet udgivet posthumt hvilket er mindst $10 millioner værd. Ved Gails død i oktober 2015 blev det afsløret, at Zappas yngste børn, Ahmet og Diva, fik kontrol over fonden med en ejerandel på 30% hver, mens hans to ældste børn, Moon og Dweezil, fik 20% hver. Således vil Moon og Dweezil ikke få penge fra fonden, før den giver overskud - i 2016 havde den "gæld på millioner af dollars" - og de skal have tilladelse fra Ahmet, der administrerer fonden, til at tjene penge på deres faders musik eller merchandise med hans navn. Den ulige fordeling i fonden har resulteret i flere konflikter mellem Zappas børn, inklusive en fejde mellem Dweezil og Ahmet over Dweezils brug af sin faders musik i liveoptrædener.

## Synspunkter og politik

### Stoffer
Zappa udtalte, at han havde prøvet at ryge cannabis ti gange, men uden nogen nydelse eller resultat udover træthed og øm hals, og han "havde aldrig brugt LSD, aldrig brugt kokain, aldrig brugt heroin eller noget af den slags." Zappa udtalte "stoffer bliver ikke et problem, før den person som bruger stofferne, gør noget mod dig eller foretager sig noget som påvirker dit liv, som du ikke ønsker sker for dig, som en pilot der styrter sit fly, fordi han var fuld af stoffer." Han var en regelmæssig tobaksryger størstedelen af sit liv, og han var meget kritisk mod anti-tobakskampagner.
Selvom han var imod stoffer og narkotika, så kritiserede han krigen mod narkotika, som han sammenlignede alkoholforbud, og udtalte at Finansdepartementet i USA ville have fordele af at afkriminalisere og regulere stoffer. Da han beskrev sine filosofiske synspunkter udtalte Zappa "jeg mener at folk har ret til at styre deres egne skæbner; mennesker ejer sig selv. Jeg mener også, i et demokrati, eksisterer regeringen fordi (og kun så længe at) individuelle borgere giver den en 'midlertidig licens til at eksistere' mod løfter om at den vil opføre sig ordentligt. I et demokrati ejer du regeringen, den ejer ikke dig."

### Regering og religion
I et interview i 1991 udtalte Zappa, at han var registreret som demokrat, men tilføjede "det er ikke sikkert, at det bliver ved - jeg vil makulere det". Da han beskrev sine politiske holdninger kategoriserede Zappa sig selv som "praktisk konservativ". Han gik ind for en begrænset statsmagt og lavere skatter; han udtalte også, at han støttede nationalt forsvar, social security, og andre føderale tiltag, men kun hvis modtagerne af disse tiltag var villige og i stand til at betale for dem. Han gik ind for kapitalisme, iværksætteri og uafhængige virksomheder, og han udtalte at musikere kunne tjene mere ved at eje deres egen virksomhed en ved at få royalties. Han var imod kommunisme, og han udtalte at "et system der ikke tillader ejerskab ... har - for at sige det mildt har — en fatal designfejl." Han havde altid opfordret til registrere sig til at stemme på sine albumcovers, og igennem 1988 havde han registreringsbokse ved sine koncerter. Han overvejede sågar at stille op til præsidentvalgt i USA som uafhængig.
Zappa blev ofte karakteriseret som ateist. Han mindedes sine forældre som værende "temmelig religiøse", og de forsøgte at få ham til at gå i katolsk kirke til trods for hans modstand og vrede. Han følte væmmelse mod organiseret religion (særlig kristendom), fordi han mente, at det fremmede uvidenhed og antiintellektualisme. På Dweezils dåbsattest skrev Frank "musiker" under "faders religion". Nogle af hans sange, koncertoptrædener og offentlige debatter i 1980'erne kritiserede spottede republikanere, og deres politik, præsident Ronald Reagans Strategic Defense Initiative (SDI), teleevangelisme og kristen lov, og han advarede om, at USA's regering var i fare for at blive et "fascist teokrati".
I begyndelsen af 1990 besøgte Zappa Tjekkoslovakiet på foranledning af en invitation fra præsident Václav Havel. Havel gjorde ham til Tjekkoslovakiets "Specialambassadør for Vesten inden for Handel, Kultur og Turisme". Havel havde været fan af Zappa hele livet, idet han havde haft stor indflydelse på avantgarde og undergrundsscenen i Centraleuropa i 1970'erne og 1980'erne (en tjekkisk rockgruppe der blev fængslet i 1976 tog deres navn fra Zappas sang "Plastic People" fra 1968). Under pres fra statssekretær James Baker blev Zappas udnævnelse trukket tilbage. Havel gjorde Zappa til uofficiel kulturattaché i stedet. Zappa planlagde at udvikle et internationalt konsulentfirma til at facilitere handel mellem den tidligere Østblok og vestlige virksomheder.

## Eftermæle

### Anerkendelse og hædersbevisninger
Frank Zappa var en af de første, som forsøgte at nedbryde barriererne mellem rock, jazz og klassisk musik. I slutningen af 60'erne blandede hans Mothers of Invention Stravinskys "Petroushka" sammen med The Dovells' "Bristol Stomp" før det blev brudt ed til saxofonlyder, som var inspireret af Albert Ayler
Zappa oparbejdede bred kritisk anerkendelse i sin levetid og efter sin død. The Rolling Stone Album Guide (2004) skriver: "Frank Zappa fuskede med stort set alt slags musik, og uanset om han var forklædt som satirisk rocker, jazz-rock fusionist, guitarvirtuøs, elektronisk troldmand eller orkester-innovator, så var hans excentriske geni ubestrideligt." Selvom han fik inspiration fra mange genrer, så bliver Zappa set som at have etableret en sammenhængende og personlig stil.
I 1971 beskrev biografi-forfatteren David Walley at "hele strukturen i hans musik var forenet, ikke nydeligt opdelt af datoer eller tidspunkter, og det spiller alt sammen ind i en samlet komposit". I en kommentar til Zappas musik, politik og filosofi udtalte Barry Miles i 2004, at de ikke kan adskilles: "Det hele var ét; alt sammen en del af sin 'konceptuelle kontinuitet'."
Guitar Player dedikerede en specialudgave af tidsskriftet til Zappa i 1992, og på forsiden spurgte de "Is FZ America's Best Kept Musical Secret?" (Er FZ [Frank Zappa] Amerikas bedst bevarede musikalske hemmelighed?). Redaktøren Don Menn bemærkede at nummeret var om "Den vigtigste komponist der er kommet ud af moderne populærmusik".
Blandt de personer der bidrog til denne udgave var komponist og musikolog Nicolas Slonimsky, som dirigerede præmiereforestillinger med musik af Ives og Varèse i 1930'erne. Han blev venner med Zappa i 1980'erne, og sagde, "Jeg beundrer alt Frank gør fordi han praktisk taget har skabt et nyt musikalsk årtusinde. Han skaber smukke, smukke værker ... Det har været mit privilegium at have levet, så jeg kunne se etableringen af denne helt nye type musik."
I samme nummer af Guitar Player bemærkede dirigent Kent Nagano at "Frank er et geni. Det er et ord, som jeg ikke bruger særlig ofte ... I Franks tilfælde er det ikke for stærkt ... Han er yderst kultiveret musikalsk. Jeg er ikke sikker på om offentligheden er klar over det." Pierre Boulez udtalte til Musician-tidskriftet i deres posthume hyldestartikel om Zappa, at han "var en exceptionel person, fordi han en del af rocken og den klassiske musiks verden, og begge typer af hans værker ville overleve."
I 1994 placerede en afstemning blandt jazz-tidsskriftet Down Beats anmeldere Zappa i magasinets Hall of Fame. Zappa blev posthumt indskrevet i Rock and Roll Hall of Fame i 1995. Der blev det skrevet, at "Frank Zappa var rock and rolls skarpeste musiske hjerne og mest kløgtige sociale kritik. Han var en profileret komponist i sin samtid, og han byggede bro mellem genrer - rock, jazz, klassisk, avantgarde og sågar satirisk musik — mesterlig lethed". Han modtog en Grammy Lifetime Achievement Award i 1997. Han rangerede som no. 36 på VH1's 100 Greatest Artists of Hard Rock i 2000.
I 2005 indskrev det amerikanske National Recording Preservation Board We're Only in It for the Money i deres National Recording Registry som "Frank Zappas opfindsomme og ikoniske album repræsenterer en unik politisk holdning, både anti-konservativ og anti-modkultur, og det indeholder sønderlemmende satire over hippie-kulturen og Amerikas reaktion mod den". Det samme år rangerede Rolling Stone-tidsskriftet ham som nummer 71 på deres liste over 100 Greatest Artists of All Time.
I 2011 blev han rangeret som nummer 22 på listen over 100 Greatest Guitarists of All Time af det samme musikmagasin.
Gaden Partinico, hvor hans far boede i nummer 13, Via Zammatà, er blevet omdøbt til Via Frank Zappa.

### Kunstnere som Zappa har påvirket
Mange musikere, bands og orkestre fra forskellige genrer er blevet påvirket af Zappas musik. Rockmusikere som Alice Cooper, Larry LaLonde fra Primus, Fee Waybill fra the Tubes har alle nævnt Zappas indflydelse, og det samme gør progressive-, alternative- og eksperimentelle rockmusikere som Can, Pere Ubu, Henry Cow, Trey Anastasio fra Phish, Jeff Buckley, Faust, John Frusciante, Steven Wilson og The Aristocrats. Paul McCartney regarded Sgt. Pepper's Lonely Hearts Club Band as the Beatles' Freak Out!, Jimi Hendrix, og heavy rock og metalbands som Black Sabbath, Simon Phillips, Mike Portnoy, Warren DeMartini, Steve Vai, Strapping Young Lad, System of a Down og Clawfinger anerkender Zappas inspiration. På den klassiske musikscene har Tomas Ulrich, Meridian Arts Ensemble, Ensemble Ambrosius og the Fireworks Ensemble jævnligt opført Zappas kompositioner, og de nævner ham blandt deres inspirationskilder. Den moderne jazzmusiker og komponist Bill Frisell og John Zorn er begge inspireret af Zappa, og det samme er funkmusikeren George Clinton.
Blandt andre musikere, som Zappa har påvirket, er ambientkomponisten Brian Eno, new age pianisten George Winston, electronic komponist Bob Gluck, parodist og komponist "Weird Al" Yankovic, industrial-pioneren Genesis P-Orridge, og noise-musikeren Masami Akita fra Merzbow.